# اورلیانه
اورلیانه (به بلغاری: Orlyane) یک منطقهٔ مسکونی در بلغارستان است که در شهرستان اوگارچین واقع شده‌است.